# サンサンライナー
サンサンライナー は、広島県広島市と岡山県岡山市を結ぶ高速バスである。事前予約制。

## 歴史
- 1994年10月17日 - 広島交通・両備バス（現・両備ホールディングス）の2社により期間限定で運行開始。
- 1995年5月31日 - 期間限定運行を終了。
- 2002年3月16日 - 広交観光・JRバス中国・両備バスの3社により正式に運行開始。
- 2006年7月22日 - 全便、岡山IC（両備バス駐車場）へ停車。
- 2010年6月1日 - 岡山駅前の乗り場をドレミの街（10番乗り場）から岡山駅西口バスターミナル（26番乗り場）へ変更。
- 2013年3月16日 - 岡山側の起終点を岡山駅西口に変更。天満屋バスセンター、高坂BSを廃止。
- 2017年4月1日 - 新白島駅への停車を開始し、岡山インター発着運賃を岡山駅西口発着運賃と同額に変更（実質的な運賃値上げ）。
- 2018年
  - 4月1日 - 運行回数を平日10往復・土日祝日12往復に変更。
  - 6月1日 - 中国ジェイアールバス（広島支店）担当便だった土日祝日のみ運行の2往復を、広交観光担当便へ変更。
  - 7月21日 - 平成30年7月豪雨災害復旧のため、中国ジェイアールバス担当便2往復が運休に（10月1日運行再開）。

## 運行会社
- 広交観光
  - 落合営業所が平日4往復、土日祝日6往復担当。
- JRバス中国
  - 岡山支店が2往復担当。
  - 2018年5月までは広島支店も2往復（2018年4月以降は土日祝日のみ運行）担当していた。2008年3月31日までは、広島支店担当便は、東広島支店の乗務員が運転していたが（広島バスセンターでグリーンフェニックスと乗務員の相互交代を行っていた｡）、同年4月1日より広島支店の乗務員が乗務することとなった｡
- 両備ホールディングス（両備バス）
  - 両備バスカンパニー岡山営業所が4往復担当。

## 停車停留所
広島県内および岡山県内のみの利用は不可。
広島バスセンター - 新白島駅 - 不動院 - 中筋駅 - 岡山IC - 岡山駅西口
- 八幡PAで約5分間休憩。

## 運行経路
広島市内 - 国道54号（祇園新道） - 広島IC - 山陽自動車道 - 岡山IC - 国道53号 - 岡山市内

## 運行回数
- 昼行12往復／日

## 車内設備
- 4列リクライニングシート
- フットレスト（中国ジェイアールバスと両備バス担当便の一部に装備）
- トイレ
- フリーWi-Fi
- コンセント（両備バス担当便の一部を除く）